# U Leporis
Désignations
U Leporis est une étoile variable pulsante de type RR Lyrae de la constellation du Lièvre, située à environ 1 031 pc (∼3 360 al) de la Terre. Sa variabilité a été découverte en 1889 par Jacobus Kapteyn et sa magnitude apparente varie de 9,84 à 11,11 selon une période de 0,581 ± 0,011 jour (environ 14 heures). Elle n'est donc pas visible à l’œil nu mais peut être aperçue avec un télescope. 

## Propriétés
U Leporis est une étoile très pauvre en métaux, avec un indice de métallicité [Fe/H] = −1,78, ce qui fait qu'elle est une étoile âgée de population II. Elle est aussi une étoile géante, elle a déjà passé la phase de géante rouge et est en train de fusionner de l'hélium en son cœur. Située le long de la branche horizontale du diagramme HR, l'étoile est actuellement dans la bande d'instabilité. Son type spectral varie entre A7 et F7, un indice B-V de 0,42 et un indice U-B de 0,02.

## Mouvement
Les mesures du satellite Gaia montrent que U Leporis s'éloigne du Système solaire à une vitesse radiale héliocentrique de +153 km/s.